# Adolf Hofmeister

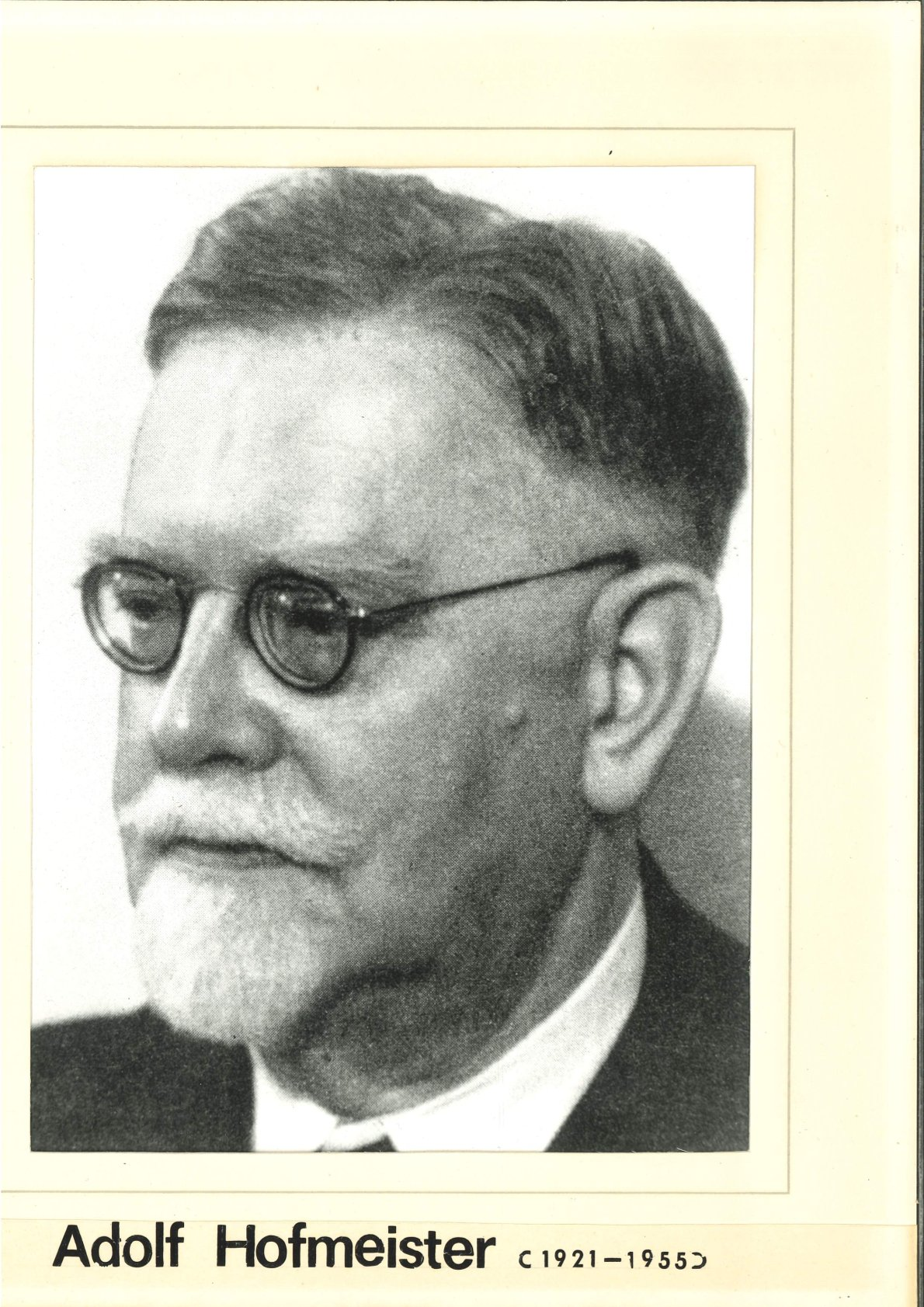
Adolf Hofmeister

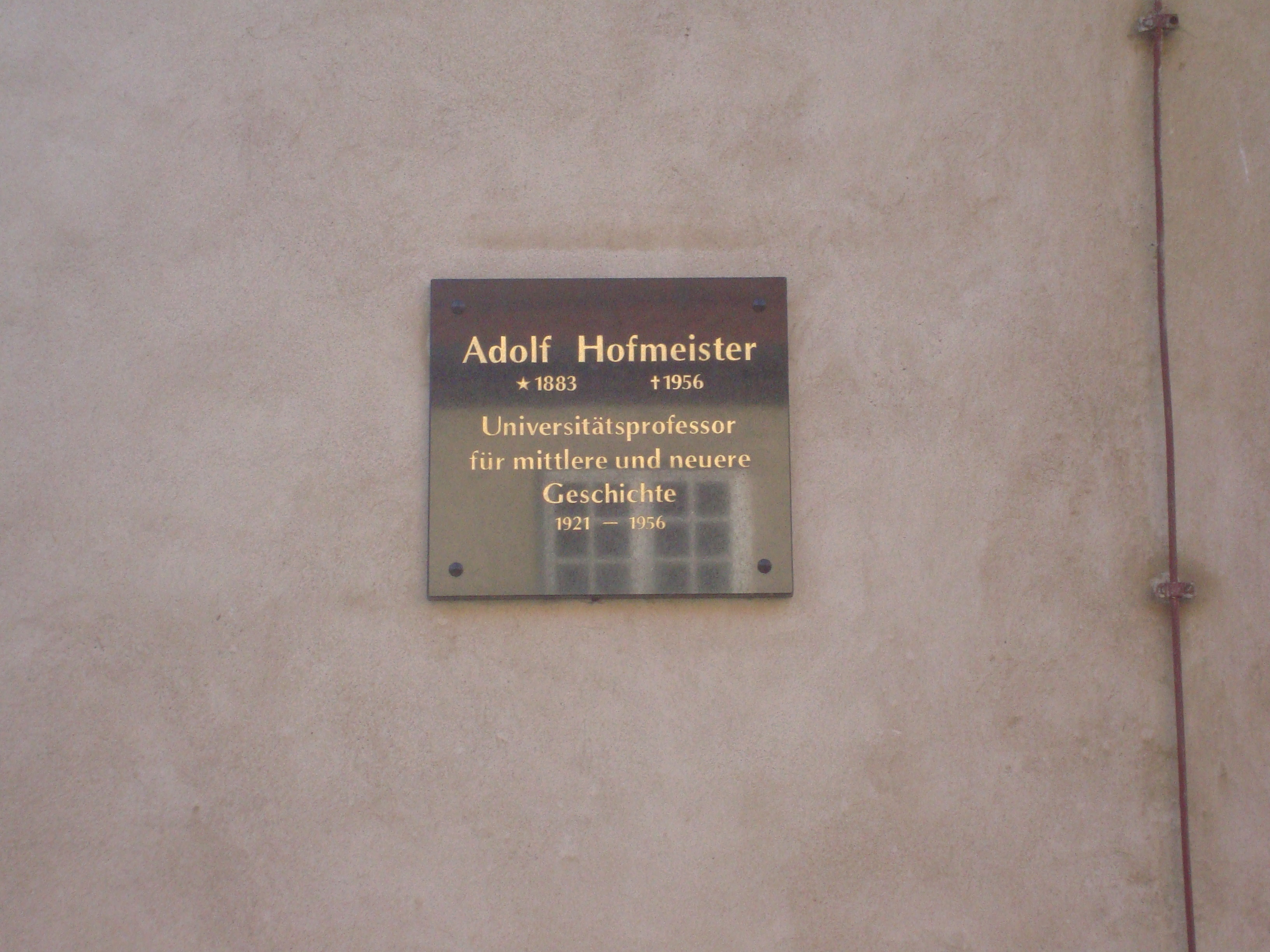
Gedenktafel für Adolf Hofmeister am historischen Institut der Universität Greifswald

Adolf Ludwig Eduard Hofmeister (* 9. August 1883 in Rostock; † 7. April 1956 in Greifswald) war ein deutscher Historiker. Hofmeister lehrte von 1921 bis 1955 als Professor an der Universität Greifswald.

## Leben und Leistungen
Adolf Hofmeister wurde als Sohn des namensgleichen Rostocker Universitätsbibliothekars Adolf Hofmeister (1848–1904) geboren. Er studierte Geschichte, geschichtliche Hilfswissenschaften und alte Sprachen an der Universität Rostock, der Universität Halle-Wittenberg und der Friedrich-Wilhelms-Universität zu Berlin. Seine Lehrer waren (u. a.) Eduard Meyer, Dietrich Schäfer und Michael Tangl. Im Jahre 1901 trat er dem Rostocker, später auch dem Hallenser (1902) und dem Berliner Wingolf (1903) bei.
Sein wissenschaftliches Interesse galt zunächst dem hochmittelalterlichen Reich, einschließlich Burgund und Italien. In Berlin wurde er 1905 bei Dietrich Schäfer zum Dr. phil. promoviert mit einer Dissertation über Markgrafen und Markgrafschaften im italischen Königreich. Anschließend wurde er hauptamtlicher Mitarbeiter, ab 1913 Direktorialassistent bei der Zentraldirektion der Monumenta Germaniae Historica (MGH). 1909 habilitierte er sich an der Universität Berlin mit Studien über Otto von Freising. 1913 wurde er außerordentlicher Professor der Geschichte in Greifswald.
Im Jahre 1921 wurde Hofmeister als ordentlicher Professor für mittlere und neuere Geschichte an die Universität Greifswald berufen und wurde dort Nachfolger von Ernst Bernheim. An den MGH arbeitete er zunächst weiter mit, von 1927 an als Mitglied der Zentraldirektion bis zu deren Auflösung 1935.
In Greifswald wandte sich Hofmeister der Geschichte Pommerns zu. Ab 1924 gab er die neue Reihe Denkmäler der Pommerschen Geschichte heraus. In seiner Schrift Der Kampf um die Ostsee vom 9. bis 12. Jahrhundert (1. Aufl. 1931) nahm er auch zu der Frage der Lokalisierung der legendären Stadt Vineta Stellung; die in den Quellen genannte Stadt sei mit der Stadt Wollin gleichzusetzen. Mit seinem Aufsatz Die Zählung der pommerschen Herzöge (1937) legte er einen Vorschlag für eine Zählung der Herzöge des Greifenhauses vor, die sich im Wesentlichen durchgesetzt hat. Hofmeister war seit 1923 Mitglied, seit 1925 Vorstandsmitglied der Historischen Kommission für Pommern. Außerdem leitete er (als erster Ordinarius der Universität) von 1931 bis 1955 das Universitätsarchiv Greifswald. Hofmeister war Mitglied der Medieval Academy of America und der Società romana di storia patria.
Hofmeister gehörte zu den Hochschullehrern, die in der DDR weiter arbeiten durften, ohne Marxist zu sein. 1953 wurde er in die Hauptsektion für Geschichte der Deutschen Akademie der Wissenschaften der DDR berufen. Er wurde 1955 emeritiert.

## Nachlass
Seine umfangreiche Bibliothek, in welche wahrscheinlich auch Nachlassteile des Vaters und des Großvaters eingeflossen waren, wurde um 2002 vom Antiquariat Keip (Goldbach) verkauft.

## Schriften (Auswahl)
- Die heilige Lanze, ein Abzeichen des alten Reichs. Verlag Marcus, Breslau 1908 (Neudruck: Scientia-Verlag, Aalen 1973).
- Kaiser Lothar und die große Kolonisationsbewegung des 12. Jahrhunderts. Die Aufrichtung der deutschen Herrschaft in Wagrien. In: Zeitschrift der Gesellschaft für Schleswig-Holsteinische Geschichte. Bd. 43 (1913), S. 353–371 (Digitalisat).
- Deutschland und Burgund im früheren Mittelalter. Eine Studie über die Entstehung des Arelatischen Reiches und seine politische Bedeutung. Leipzig 1914; 2. Auflage: Wissenschaftliche Buchgesellschaft, Darmstadt 1963.
- Die Chronik des Mathias von Neuenburg (= MGH Scriptores rerum Germanicarum, Nova series, Bd. 4,1). Berlin 1924/1940 (online).
- Der Kampf um die Ostsee vom 9. bis 12. Jahrhundert (= Greifswalder Universitätsreden, Heft 29). Greifswald 1931. 2. Auflage: Greifswald 1942. 3. Auflage: Wissenschaftliche Buchgesellschaft, Darmstadt 1960.
- Die geschichtliche Stellung der Universität Greifswald (= Greifswalder Universitätsreden, Heft 32). Greifswald 1932.
- Die Zählung der pommerschen Herzöge. In: Monatsblätter der Gesellschaft für pommersche Geschichte und Altertumskunde. Band 51, 1937, S. 52–63.
- Genealogische Untersuchungen zur Geschichte des pommerschen Herzogshauses (= Greifswalder Abhandlungen zur Geschichte des Mittelalters, Band 11). Universitätsverlag Ratsbuchhandlung L. Bamberg, Greifswald 1938 (Digitalisat).
- Das Wormser Konkordat. Zum Streit um seine Bedeutung. Mit einer textkritischen Beilage (= Reihe Libelli, Band 89). Wissenschaftliche Buchgesellschaft, Darmstadt 1979, ISBN 3-534-01570-3 (erstmals 1915).